# Völkenrode
Völkenrode ist ein Stadtteil von Braunschweig. Der Ort wurde 1974 im Zuge der Gebietsreform in Niedersachsen eingemeindet. Er liegt nordwestlich der Kernstadt und gehört zum Stadtbezirk 321 – Lehndorf-Watenbüttel.

## Geschichte
Im Jahre 1344 wird der Ort erstmals in einer Urkunde als „Villa Volkingrode“, ein herzogliches Lehen der Herren von Weferlingen, erwähnt. Das Gebiet war jedoch schon vorher besiedelt, wie Urnenfunde vom Ende des 19. Jahrhunderts belegen, die bei der Anlage von Spargelfeldern südlich der Ansiedlung entdeckt wurden. Sie werden der Jastorf-Kultur (etwa 600 bis 500 v. Chr.) zugeordnet.
| \| \| |
| --- |
| Die erste kartografische Darstellung Völkenrodes 1574 im Ämteratlas des Fürstentums Braunschweig-Wolfenbüttel von Gottfried Mascop. |
| Völkenrode · Ämteratlas des Fürstentums Braunschweig-Wolfenbüttel von Gottfried Mascop, 1574.                                       |

Völkenrode zählte ursprünglich zu den Rundlingsdörfern und war um einen zentralen Platz (heute Pöttgerbrink) angeordnet. Östlich davon lag ein zweiter Siedlungskern, der sich um den grünen Platz (heute Dorfplatz) gebildet hatte. Hier hatten sich unter anderem auch Neusiedler aus dem wüst gefallenen Rischau niedergelassen. Von 1566 bis 1569 waren in Völkenrode 26 Höfe („Kotsassen“) registriert.
Im Jahr 1743 wurde das Dorf bei einem großen Brand fast vollständig zerstört. Nur zwei alte Häuser im Dorf sind aus der Zeit davor erhalten geblieben. Das Kirchengebäude war jedoch völlig niedergebrannt und wurde 1744 neu errichtet. Im Jahre 1894 kam zu Völkenrode ein Rieselgut, das Gut Steinhof, hinzu und von 1916 bis 1923 wurde es durch die Anlage der Bahnstrecke Celle–Braunschweig erschlossen. Die Eisenbahnstrecke wird heute nur noch von dem Recyclingunternehmen Alba und dem VW-Logistikzentrum in Harvesse für wöchentliche Waggontransporte genutzt. Mit dem „Spargel-Express“ besteht allerdings die Überlegung, die Eisenbahnstrecke im Personenverkehr zu reaktivieren.

### Forschungsanstalt für Luftfahrt
Nach der Machtergreifung durch die NSDAP 1933 wurde vom Reichsluftfahrtministerium ein neuer Forschungszweig eingerichtet, für den ein geeigneter Standort gesucht und mit der Deutschen Forschungsanstalt für Luftfahrt (DFL bzw. LFA) ab 1936 bezogen wurde.
Die Stadt Braunschweig war als Standort von vornherein favorisiert worden. Führende Nationalsozialisten wie der Ministerpräsident des Landes Braunschweig Dietrich Klagges, der Oberbürgermeister der Stadt Braunschweig Wilhelm Hesse und Staatsminister Fritz Alpers setzten sich für dieses Anliegen ein, so dass die Stadt tatsächlich den Zuschlag erhielt. Bedingung war, dass ein kostenfreies Gelände zur Verfügung gestellt und sowohl für eine geeignete Verkehrsanbindung als auch für Wohnraum für die dort eingesetzten Mitarbeiter gesorgt wurde. Schließlich wurde ein 483 ha großer Bereich zwischen Völkenrode, Bortfeld und Lamme ausgewählt, wodurch insgesamt 15 Familien umgesiedelt werden mussten. Die ersten Planierungsarbeiten begannen bereits im Herbst 1935, Baubeginn war im Oktober 1936.
Geplant waren unter anderem folgende Einrichtungen: Werkstätten und ein zentral gelegener Flugplatz sowie je ein Institut für Aerodynamik und Gasdynamik, für Festigkeit, für Waffenforschung und eines für die Motorenforschung.
Die Gebäude wurden zur besseren Tarnung im Wald errichtet, die DFL blieb jedoch von Luftangriffen verschont und wurde nach dem Ende des Zweiten Weltkriegs von amerikanischen Truppen besetzt. 1945 wurde durch die United States Army Air Forces (USAAF) ein Behelfsflugplatz unter der Bezeichnung Advanced Landing Ground ALG R-35 Völkenrode in Betrieb genommen. 1947 wurde die DFL geschlossen und die Versuchseinrichtungen entweder zerstört oder demontiert. Stattdessen wurden auf dem Gelände die  „Bundesforschungsanstalt für Landwirtschaft“ (FAL) und die „Physikalisch-Technische Bundesanstalt“ (PTB) eingerichtet.

## Infrastruktur

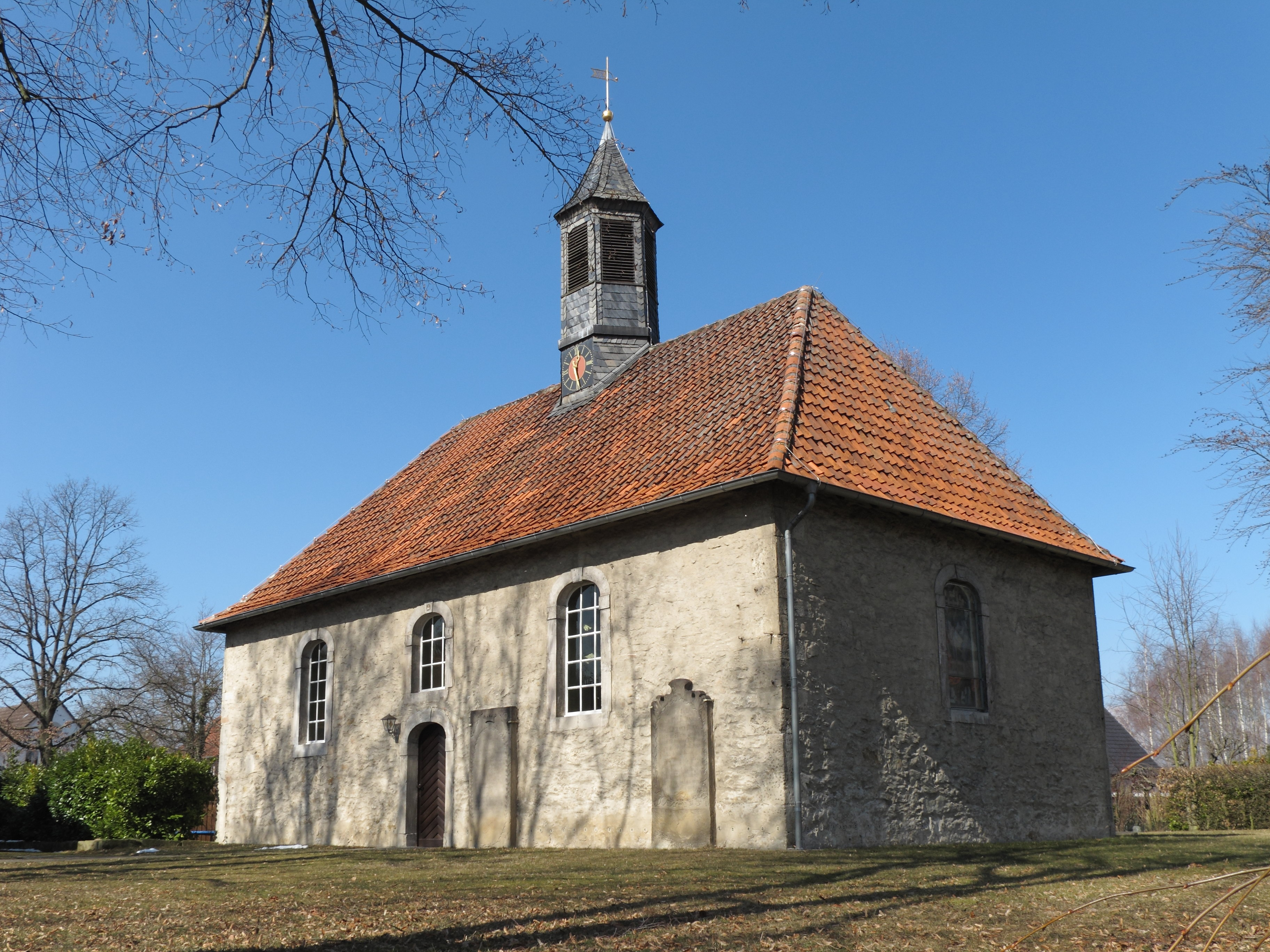
Evangelische Kirche

- Völkenrode liegt an der Bahnstrecke Celle–Braunschweig, die nur noch ein- bis zweimal wöchentlichem Güterverkehr dient.
- Völkenrode verfügt über weitläufige Grünanlagen, eine evangelisch-lutherische Kindertagesstätte, eine Freiwillige Feuerwehr, eine Praxis für Allgemeinmedizin sowie einen Standort der Grundschule Völkenrode/Watenbüttel.[5]
- Zum Braunschweiger Stadtzentrum besteht durch die Buslinien 416 und 433 der Braunschweiger Verkehrs-GmbH eine direkte Anbindung.[6]
- Der örtliche Sportverein TSV Eintracht Völkenrode 1904 e. V. verfügt über einen Sportplatz mit Kunstrasen, Außensportanlagen und eigenem Clubhaus.[7]
- Es gibt zwei landwirtschaftliche Vollerwerbs- sowie diverse Gewerbe- und Dienstleistungsbetriebe.

## Religion und Brauchtum
- Es besteht eine evangelisch-lutherische Kirchengemeinde. Der vierteljährlich erscheinende Gemeindebrief (Auflage: 2.300) behandelt ein überregionales, religiös-gesellschaftliches Schwerpunktthema und wird von ehrenamtlichen Mitarbeitern kostenlos an alle Haushalte im Ort verteilt.

- Jeweils zum 1. Mai und 1. Dezember veranstaltet die Bürgergemeinschaft Völkenrode ein Fest.

## Wappen
Das Wappen ist vertikal geteilt und zeigt in der einen Hälfte eine goldene Ähre auf blauem Feld und in der anderen eine blaue Feder auf goldenem Grund.
Die Ähre symbolisiert die landwirtschaftliche Forschungsanstalt und die bäuerliche Ausprägung des Ortes. Die Feder steht für ein nahe gelegenes Vogelschutzgebiet. Die Farben Blau-Gelb entsprechen den ehemaligen Braunschweiger Landesfarben.
Arnold Rabbow hat das Wappen entworfen, es wurde am 13. April 1981 von der Bürgerversammlung angenommen und am 15. Juni vom Ortsbeirat Watenbüttel bestätigt.